# Iacuts
Els Iacuts o sakha són un poble turquès que viu a la república russa de Sakhà o Iacútia. Són poc més de 450.000 individus, i també n'hi ha alguns al krai de Khabàrovsk i a Evènkia. El seu nom prové de l'evenki yako (estranger).

## Costums
Hi ha tres tipus físics: barrejats amb russos, túrquesos i mongòlics. Vivien en bases bases nòmades o ulusj o bé en viles fixes o naslegi, ambdues expressions de llengua no iacut. Eren caçadors i ramaders nòmades, activitats que alternaven amb la pesca i l'agricultura semisedentària. Els que vivien més al nord tenien ramats de rens, eren hàbils artesans i tenien molt desenvolupades les actituds comercials.
Les urasa tenien forma de campana molt estreta feta de troncs d'àlber en forma de piràmide coberta d'argila o de fems d'animal, les finestres eren petites i el paviment intern de terra. La roba consistia en pantalons fins al genoll (son) en forma de mig caftà; a l'hivern duien una pell (samaiak) i un barret de pana. Als peus, el torbasi fet amb cuir de ren o de cavall. Les dones vestien de manera semblant, però amb arracades de metall. Mengen carn crua, peix i llet.
Es dividien en tribus i clans (els principals eren els namas, kangalas, mengin, forogon, baturust i batulin), amb toions o caps militars que posseïen molts caps de ramats i les millors pastures, que explotaven llurs serfs i kuluts (esclaus). Tenen molts trets comuns amb altres pobles pastors de l'Àsia central, però també amb elements de la taigà.
Eren pastors nòmades de vaques, cavalls i rens, i els grups de més al nord-oest contactaren amb els evenkis. Tenien divinitats blanques i negres, es dividien en clans totèmics (con) que practicaven el matrimoni exogàmic, però amb vestigis d'endogàmia, de poligàmia i d'incest, i eren xamanistes. Veneraven els cavalls i es creien descendents dels ossos; creien que hi havia déus blancs o bons, que contactaven amb els xamans, i déus negres o dolents. Mantenien el culte al cavall (potser restes de totemisme) i eren l'únic poble autòcton siberià terrissaire. Eren hospitalaris i bons comerciants. També creien en un gran creador blanc i dues divinitats, una superior i una d'inferior. Recitaven els olonkho, poemes èpics de gran bellesa.

## Història
Es creu que arribaren al territori de l'actual Iacútia en els segles X-XIII, empentats cap al nord per pobles mongols i turquesos. A partir del segle xv començaren a assimilar la població local, ja que dominaven els marges dels rius Lena i Amga, Viliu i Olekma, així com els alts del Jana. El 1450 el cabdill Omogai els unificà contra les pressions de tàtars i mongols i, degut al seu aïllament, es mantingueren al marges de les noves religions budista i musulmana, imposades als altres pobles turcs i mongols. Tanmateix, no formaren cap estat unificat, encara que no foren sotmesos al kanat de Sibir. El 1581 hi arribaria el cosac rus Jermak, però només es mantingué als marges del Uagaï.
Durant el segle xvii formaren 80 tribus independents dividides en clans endogàmics, nòmades i ferraters, unificades pel cabdill o toion dels khangalass, Tygyn (mort el 1632).
Cap als 1629 els cosacs russos arribaren als marges del Lena, el 1630 sotmeteren als primers iacuts, i en llur expansió siberiana, i el 1632 hi fundaren la fortalesa de Lensky Ostrog (avui Iakutsk), la qual traslladaren al marge oposat el 1640, i el 1644 hi construïren un port fluvial amb ancoratge de vaixells, i el 1641 Piotr Golovin fou nomenat primer governador de la zona. El 1636-1637 els iacuts es rebel·laren contra els cosacs, però aquests disposaven d'ames de foc i els venceren. El 1638 es revoltaren també els iacuts d'Aldan amb els evenkis, però foren massacrats. El 1686 hi destruïren la fortalesa iacut que hi havia al costat.
La conquesta i posterior colonització trasbalsà el seu desenvolupament socioecònomic i cultural; foren sotmesos a la pesant càrrega del iasak (impost en pells) i oprimits pels militars tsaristes, oficials i comerciants. Entre el segle xviii i XIX s'ocuparen principalment de la ramaderia de cavalls i altres, complementada amb la cacera i la pesca. Malgrat alguna resistència, van mantenir un autogovern fins que el 1782 Caterina II de Rússia establí les primers divisions administratives de la Sibèria. Després adoptaren l'agricultura; i tot i que a mitjans del segle xviii foren convertits al cristianisme, el xamanisme no ha desaparegut totalment.
Durant el segle xvii destruïren el poder dels toions i el país fou colonitzat amb presoners polonesos i dissidents religiosos com els skopzos, que predicaven la supremacia de l'esperit sobre la carn, i que es castraven per a no mantenir relacions sexuals. Durant el segle xviii hi foren enviats nobles desterrats que havien perdut el favor del tsar en revoltes de palau. Aleshores fou quan els iacuts foren convertits nominalment a l'ortodòxia russa, tot i que mantenint bona part dels costums xamànics. També es dedicaven a la ramaderia als marges de l'Olekma i del Viliu, i començaren el conreu de fenc. Això els permeté colonitzar nous territoris al Nord. El seu únic sistema d'ús comunitari de la terra va sobreviure fins a la revolució del 1917.
D'entre els toions es formaren els ancians i els ulusnye golovy, que tenien el poder als ulus (districtes rurals). El 1805 es creà l'Oblast de Iakutsk, dirigit per un oficial subordinat a al governador d'Irkutsk, però que el 1851 va ser constituït com a gubernia separat. I el 1822 els iacuts foren classificats com a "poble nadiu nòmada". Tot i que des del 1850 se sedentaritzaren, només hi havia 103.400 hectàrees conreades. El 1846 es va descobrir or al territori, cosa que portà els primers immigrants massius russos.
El 1902 es formà el primer grup polític il·legal entre els estudiants de la Realschule de Iakutsk, que hi introduïren el marxisme. Així es produïren alguns aldarulls entre el novembre del 1905 i el febrer del 1906. El 1906 un grup d'intel·lectuals iacuts fundaren la Sakhamut o Soyuz Yakutov (Unió Iacut), dirigida pels escriptors Amnepodist Sofronov i Oleksei Oksuküleekh (Alexander Kulakovski), i proposaven el repartiment de terres dels iacuts, restitució de les terres concedides als colons russos pel govern tsarista, la "iacutització" de l'ocupació, dels funcionaris i policies, i desempallegar-se de la russificació cultural. Els dirigents ràpidament foren arrestats. El desembre del 1906 es revoltaren els pagesos del volost Chekur quan es negaren a pagar els tributs. Alhora, l'estiu del 1906 es formà un grup socialdemòcrata amb russos i iacuts.